# Drayton Valley
Drayton Valley è una città dell'Alberta, in Canada. Si trova lungo l'Autostrada 22 (Cowboy Trail), a circa a 133 km a sud-ovest di Edmonton. Ricade nel territorio della contea di Brazeau, conosciuta principalmente per i suoi pozzi petroliferi. La città è situata tra il fiume North Saskatchewan e il fiume Pembina.
Deve il suo nome all'omonima località nell'Hampshire, dove era nata la moglie di uno dei direttori postali della città dell'Alberta.

## Storia
Prima del boom del petrolio nel 1953, il centro abitato di Drayton Valley era scarsamente abitato. Le principali attività economiche si basavano sull'agricoltura e il legname. Drayton Valley fu incorporata come villaggio nel 1956 e ottenne lo status di città nel 1957. Nel 1955 venne creato un servizio di traghetti per permettere la navigazione del fiume North Saskatchewan. Il ponte originale, che veniva attraversato dal traghetto, è stato sostituito nel 2014 da un nuovo ponte.

## Cultura

### Istruzione
Drayton Valley possiede sei scuole pubbliche, due scuole cattoliche e una scuola di sensibilizzazione. Le scuole pubbliche e la scuola di sensibilizzazione sono gestite dalla Wild Rose School Division mentre le scuole cattoliche sono gestite dalla St. Thomas Aquinas Catholic School Division.
Wild Rose School Division
- Aurora Elementary School
- Drayton Christian School
- Evergreen Elementary School
- Frank Maddock High School
- Frank Maddock Outreach School
- H.W. Pickup Junior High School

St. Thomas Aquinas Catholic School Division
- St. Anthony School
- Holy Trinity Academy

### Media
A Drayton Valley hanno sede due settimanali, il Drayton Valley Western Review e il Drayton Valley and District Free Press e una stazione radio, CIBW-FM, che trasmette principalmente musica country. Una stazione radiofonica che trasmette musica cristiana, CIDV-FM, è stata creata nel 2009.

## Economia
La produzione del petrolio e del gas sono la principale fonte di reddito di Drayton Valley. Tuttavia, anche le attività agricole e boschive svolgono un ruolo importante. In città è presente una segheria.

### Turismo
L'Omniplex di Drayton Valley è un centro ricreativo dove è possibile praticare varie attività sportive come hockey su ghiaccio, ringette, curling, calcio, baseball e rodeo. Inoltre in città sono presenti anche una piscina pubblica, una pista da scii, una sala da bowling e il Drayton Valley Golf and Country Club.